# Thamezharasan
Thamezharasan es una película de suspenso y acción en idioma tamil indio de 2022 dirigida por Babu Yogeswaran, quien anteriormente dirigió Daas (2005) y producida por SNS Production Company. La película protagonizada por Suresh Gopi, Vijay Antony, Remya Nambeesan y Sonu Sood, tiene música compuesta por Ilaiyaraaja. La fotografía principal comenzó el 18 de enero de 2019. La película se estrenó el 26 de enero de 2022.

## Reparto
- Suresh Gopi como Dr.Muruganandam
- Vijay Antony como Thamezharasan
- Remya Nambeesan como esposa de Thamezharasan
- Sonu Sood como Oficial de policía
- Sangeetha Krish
- Chaya Singh
- Yogi Babu
- Pandiarajan
- Kasthuri
- Robo Shankar
- Munishkanth

## Producción
El rodaje de la película se inició el 18 de enero de 2019. R. D. Rajasekhar se encargará de las obras cinematográficas y la edición estará a cargo de Bhuvan Srinivasan.

## Banda sonora
La música de esta película está compuesta por Ilaiyaraaja mientras que la letra está escrita por Arp. Jayaraam, Pazhani Bharathi y Madhan Karky Se lanzó todo el álbum, pero después de un tiempo se agregaron dos sencillos al álbum. La canción principal fue lanzada y cantada por Yogi B, Suzanne D'Mello y Nakash Aziz, todos ellos marcando su debut para Ilaiyaraja y el siguiente sencillo Thamizhan Da y cantada por Nakash Aziz y Arjun Chandy, siendo este último su primera colaboración con Ilaiyaraja.
| N.º | Título                           | Letras           | Intérprete(s)                        | Duración |  |
| 1.  | «Thamizhanoda Veeramellaam»      | ARP. Jayaram     | Sid Sriram                           | 5:04     |  |
| 2.  | «Yaavum Yaavumey»                | ARP. Jayaraam    | V. V. Prasanna, Vibhavari Apte-Joshi | 5:08     |  |
| 3.  | «Pakkurappo Pakkurappo»          | ARP. Jayaraam    | Ilaiyaraaja, Neeti Mohan             | 5:12     |  |
| 4.  | «Neethan En Kanavu»              | Pazhani Bharathi | S.P. Balasubrahmanyam                | 4:19     |  |
| 5.  | «Poruththadhu Podhum»            | ARP. Jayaraam    | K. J. Yesudas                        | 4:31     |  |
| 6.  | «Thamilarasan (Pista principal)» | Madhan Karky     | Yogi B, Suzanne D'Mello, Nakash Aziz | 3:28     |  |
| 7.  | «Thamizhan Da»                   | Madhan Karky     | Nakash Aziz, Arjun Chandy            | 5:00     |  |

## Lanzamiento
Thamezharasan se lanzó el 26 de enero de 2022. La película estaba originalmente programada para estrenarse el 6 de marzo de 2020, pero se pospuso debido a la pandemia de COVID-19. Los derechos de satélite de la película fueron embolsados por Zee Tamil. La próxima vez, la película fijó su fecha de estreno para el 31 de diciembre de 2021, pero se pospuso nuevamente.